# ヒューストン市長
ヒューストン市長（英語：Mayor of Houston）は、アメリカ合衆国のテキサス州ヒューストンの市長である。市長の任期は2年で、3期（合計6年）以上務めることは制限されている。

## ヒューストン市長の一覧
| 期間      | 市長                                           |
| --------- | ---------------------------------------------- |
| 2024-     | ジョン・ホイットミア                           |
| 2016-2024 | シルベスター・ターナー                         |
| 2010–2016 | アニース・パーカー                             |
| 2004-2010 | ビル・ホワイト                                 |
| 1998-2004 | リー・ブラウン                                 |
| 1992-1998 | ボブ・ラニアー                                 |
| 1982-1991 | キャサリン・J・ウィットミア                    |
| 1978-1981 | ジム・マックコーン                             |
| 1974-1977 | フレッド・ホフハインツ                         |
| 1964-1973 | ルイ・ウェルチ                                 |
| 1958-1963 | ルイス・ウェズリー・カーター                   |
| 1956-1957 | オスカー・F・ホルコム（第5期）                 |
| 1953-1955 | ロイ・ホフハインツ                             |
| 1947-1952 | オスカー・F・ホルコム（第4期）                 |
| 1943-1946 | オーティス・マッセイ                           |
| 1941-1942 | コーネリアス・A・ピケット                      |
| 1939-1941 | オスカー・F・ホルコム（第3期）                 |
| 1937-1938 | リチャード・H・ フォンビル                     |
| 1933-1936 | オスカー・F・ホルコム（第2期）                 |
| 1929-1933 | ウォルター・エンブリー・モンティス             |
| 1921-1929 | オスカー・F・ホルコム                          |
| 1918-1921 | アルメロン・アール・アメーマン・シニア         |
| 1917-1918 | ジョセフ・チャペル・ハチソン・ジュニア         |
| 1917      | ジョセフ・ジェイ・パストロリザ（在職中に死去） |
| 1913-1917 | ベン・キャンベル                               |
| 1905-1913 | ホレス・ボールド・ウィンライス（第2期）        |
| 1904-1905 | アンドリュー・L・ジャクソン                    |
| 1902-1904 | O・ T・ホルト                                  |
| 1901-1902 | ジョン・D・ウル                                |
| 1898-1901 | サミュエル・H・ブラッシャー                    |
| 1896-1898 | ホレス・ボールド・ウィンライス                 |
| 1892-1896 | ジョン・T・ブラウン                            |
| 1890-1892 | ヘンリー・シェアフィアス                       |
| 1886-1890 | ダニエル・C・スミス                            |
| 1880-1886 | ウィリアム・R・ベイカー                        |
| 1879-1880 | アンドリュー・J・バーク                        |
| 1877-1878 | ジェイムズ・T・D・ウィルソン（第2期）          |
| 1875-1876 | I・ C・ロード                                  |
| 1874      | ジェイムズ・T・D・ウィルソン                   |
| 1870-1873 | トーマスH・スキャンラン                        |
| 1868-1870 | ジョセフ・R・モリス                            |
| 1867-1868 | アレクサンダー・マッゴーワン（第2期）          |
| 1866      | ホレス・D・テイラー                            |
| 1863-1865 | ウィリアム・アンダース                         |
| 1862      | トーマス・ウィリアム・ハウス・ストロンチウム   |
| 1861      | ウィリアム・J・ハッチンス                      |
| 1860      | トーマス・W・ウィットマーシュ                  |
| 1859      | ウィリアム・キング                             |
| 1858      | アレクサンダー・マッゴーワン                   |
| 1856-1857 | コーネリアスエニス                             |
| 1855-1856 | ジェイムズ・H・スティーブンス                  |
| 1853-1854 | ネイサン・フラー                               |
| 1849-1852 | フランシス・W・ムーア、ジュニア（第3期）       |
| 1847-1848 | B・P・バックナー                               |
| 1846      | ジェームズ・ベイリー                           |
| 1845      | ウィリアム・W・スウェイン                      |
| 1844      | ホレス・ボールド・ウィン                       |
| 1843      | フランシス・W・ムーア・ジュニア（第2期）       |
| 1841-1842 | ジョン・デイ・アンドリュース                   |
| 1840      | チャールズ・ビゲロー                           |
| 1839      | ジョージ・W・ライブリー                        |
| 1838-1839 | フランシス・W・ムーア、ジュニア                |
| 1837      | ジェームズ・S・ホルマン                        |